# سید ضیاءالدین خوانساری
سید ضیاءالدین خوانساری (۱۲۷۱ در خوانسار - ۱۳۱۷) روحانی ایرانی و از مؤسسان حوزهٔ علمیهٔ قم بود. او پدربزرگ سید علی کاشفی خوانساری است.

## زندگی
خانواده‌اش از سادات موسوی خوانسار و از احفاد امامزاده سید صالح قصیر بودند. نسب او با ۳۵ واسطه به موسی بن جعفر می‌رسید.
خوانساری در نوجوانی به حوزه علمیه اراک رفت و دوره‌های مقدماتی را گذراند و در سال ۱۳۰۰ شمسی همراه عبدالکریم حائری به قم مهاجرت کرد و در احیای حوزه علمیه قم نقش داشت. او از استادان روح‌الله خمینی بوده‌است.